# Armadillidium badium
Armadillidium badium är en kräftdjursart som beskrevs av Gustav Budde-Lund 1885. Armadillidium badium ingår i släktet Armadillidium och familjen klotgråsuggor.

## Underarter
Arten delas in i följande underarter:
- A. b. pelagicum
- A. b. badium